# Myrmecaelurus peterseni
Myrmecaelurus peterseni is een insect uit de familie van de mierenleeuwen (Myrmeleontidae), die tot de orde netvleugeligen (Neuroptera) behoort. 
Myrmecaelurus peterseni is voor het eerst wetenschappelijk beschreven door Kimmins in 1943.